# マスコギ語
マスコギ語（マスコギご、マスコギ語: Mvskoke）は、マスコギ語族に属する言語である。話者は、インディアン部族のクリーク族の人々であり、アメリカ合衆国南東部に先住し、ほとんどがオクラホマ州に強制移住させられて居住している。クリーク語とも呼ばれる。